# Heinrich Peter von Podewils
Heinrich Peter von Podewils (* 1749; † 20. April 1809 auf Haus Demmin) war Landrat des Kreises Demmin-Treptow und Landesdirektor von Vorpommern.

## Leben
Heinrich Peter von Podewils war ein Sohn des Peter von Podewils (1709–1778), Erbherr auf Sanzkow, Strelow und Klevenow, und der Magdalena Louise von Kneitlingen († 1758). Nachdem er frühzeitig in das Infanterieregiment Nr. 30 eingetreten war und bis zum Rang eines Leutnants aufgestiegen war, nahm er 1775 seinen Abschied.
Er ließ sich auf dem Gut Tentzerow nieder, wurde Kreisdeputierter und Landschaftsrat. Als er sich 1787 um das Amt des Landrats im Kreis Demmin-Treptow bewarb, wurde seinem Schwager Ernst Peter von Podewils der Vorzug gegeben. Nach dessen Tod wurde er selbst zum Landrat gewählt und erhielt nach dem erfolgreichen Absolvieren des großen Examens im Beisein des Ministers von Blumenthal am 27. März 1792 die Bestallung. Im Dezember 1797 wurde er zudem Direktor des vorpommerschen Kreditwerks.
Am 6. Februar 1801 wurde er vorpommerscher Landesdirektor in der Nachfolge von Carl von Massow.
Heinrich Peter von Podewils war Erbherr auf Tentzerow, Sanzkow und Hohenmocker. Er war verheiratet und hinterließ eine Tochter Juliane Sophie Auguste Wilhelmine von Podewils (* 10. August 1776 in Sanzkow; † 9. März 1840 in Parsewalk), ⚭ vor 1795 Friedrich von Trebra (* 7. August 1773 in Demmin; † 23. März 1820 in Treptow an der Tollense), Kornett im Kürassierregiment K 7.